# Iso Lehtojärvi
Iso Lehtojärvi är en sjö i Finland. Den ligger i kommunen Kuhmo i landskapet Kajanaland, i den östra delen av landet, 500 km nordost om huvudstaden Helsingfors. Iso Lehtojärvi ligger 207 meter över havet. Den är 7,52 meter djup. Arean är 29,4 hektar och strandlinjen är 3,09 kilometer lång. Sjön  ingår i Uleälvens huvudavrinningsområde. 